# Sierra Colorada

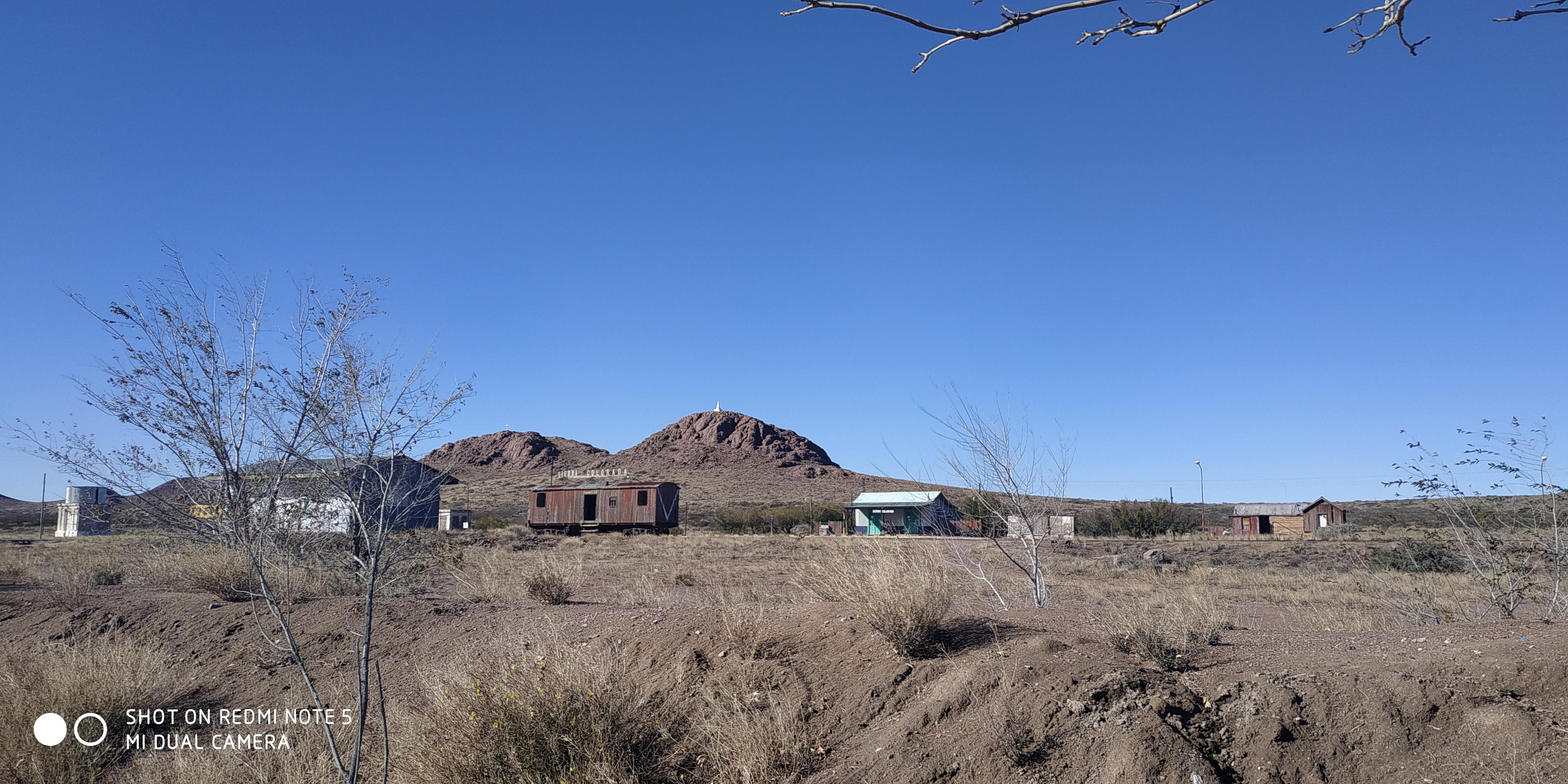
Instalaciones ferroviarias de la localidad.

Sierra Colorada es la localidad cabecera del departamento Nueve de Julio, en la provincia de Río Negro, Argentina. Se encuentra en el km 224 de la Ruta Nacional 23. Dista de la ciudad de Viedma a 450 km. La localidad nació junto a la estación Sierra Colorada.

## Historia
El pueblo se habría originado a fines del siglo XIX, pero los escritos señalan la fundación en 1911, al llegar el Transporte Ferrocarretero a San Carlos de Bariloche.
- 1939, por orden del Poder Ejecutivo Nacional, se crea Sierra Colorada, formándose una Comisión de Fomento que luego pasó a ser Municipalidad Rural y luego Municipalidad.[2]

El 7 de diciembre de todos los años Sierra Colorada festeja su aniversario, junto a la Fiesta del Cordero, trayendo artistas, danzas alegres para agasajar a los pueblerinos y trabajadores rurales.

## Geografía
La localidad se encuentra en el centro geográfico de la provincia, sobre la ruta nacional 23. A una distancia de 400 km de Viedma, capital de la provincia, a 400 km de San Carlos de Bariloche y a 300 km de General Roca.
Se encuentra rodeada de cerros de piedras rojizas que le dan el nombre a la localidad. Sobre dos de ellos se han emplazado una cruz y un monumento en homenaje a los caídos por la patria respectivamente.

## Economía
La actividad económica preponderante es la ganadería ovina y en una proporción muy inferior la extracción de piedra pórfido. La mayor parte de la población son empleados públicos municipales o provinciales. La ganadería en esta zona está sufriendo el proceso de desertificación al que está expuesta la Patagonia argentina.

## Clima
El clima es árido, con inviernos muy fríos ( las temperaturas suelen disminuir hasta los -10 °C bajo cero con bastante frecuencia), registrando mínimas de hasta -20 °C en los meses de junio y julio. La temperatura mínimas media anual es de 4.8 °C. Los veranos son muy calurosos ( es común temperaturas cercanas o superiores a los 35 grados).
Las lluvias son muy escasas, no superando los 150 mm. anuales y los vientos predominantes provienen del oeste.

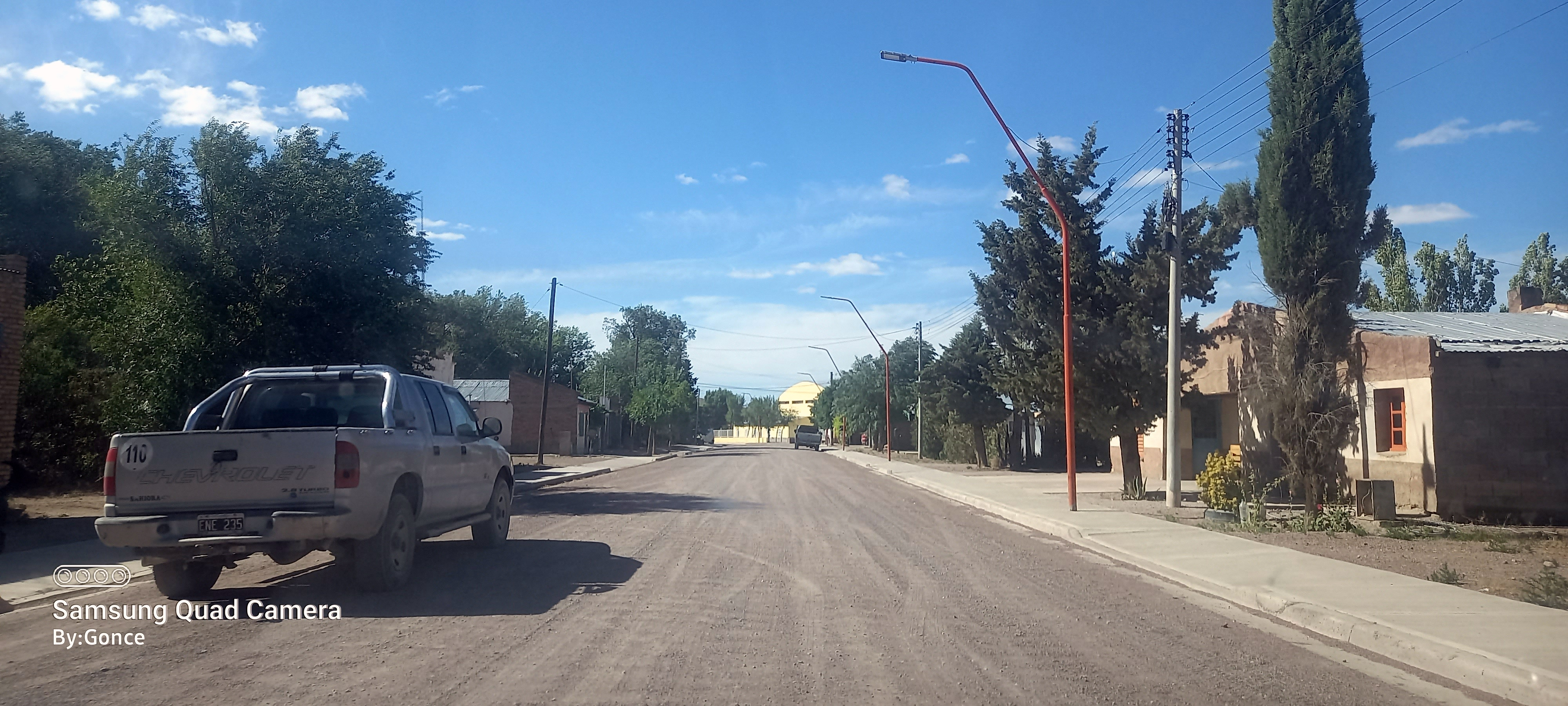
Calles del poblado.

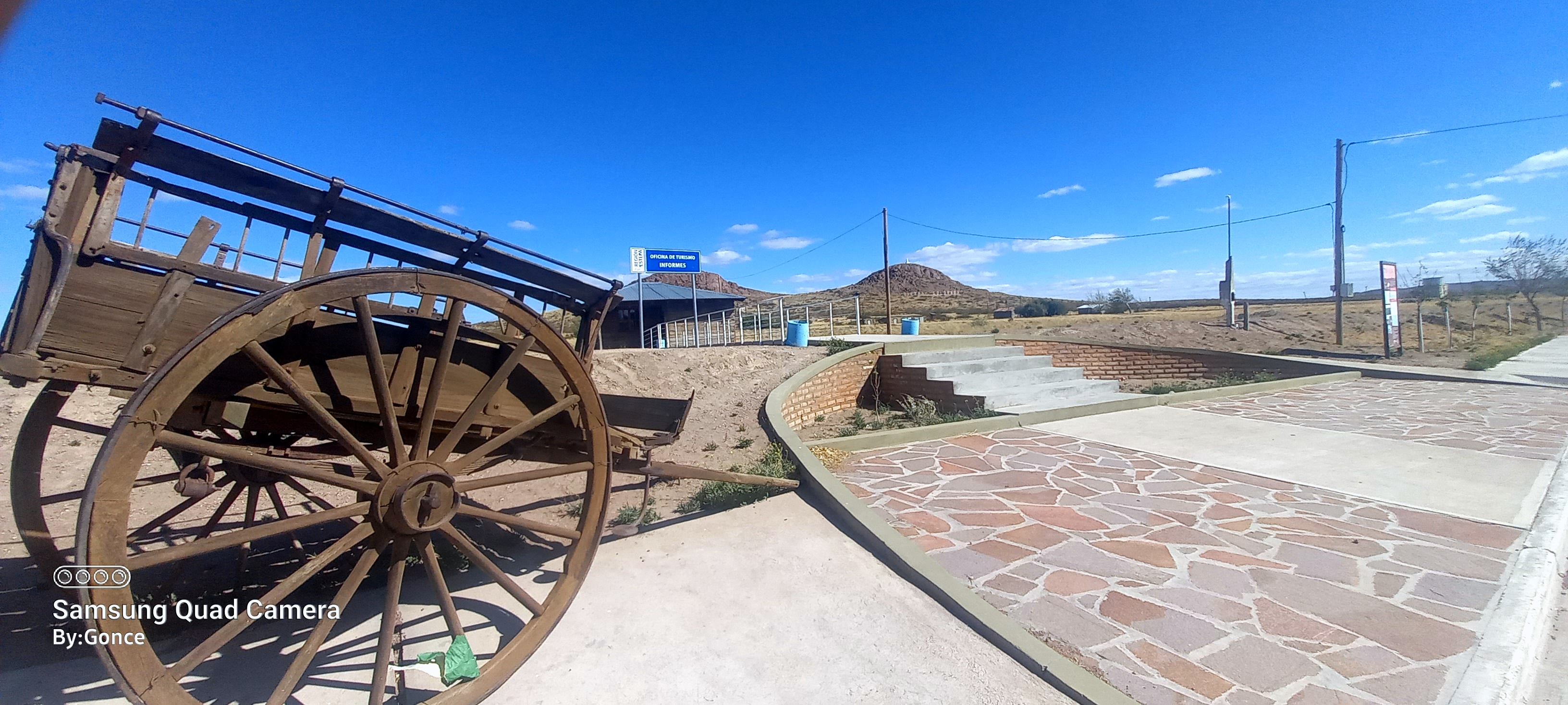
La sierra Colorada franqueando a la localidad

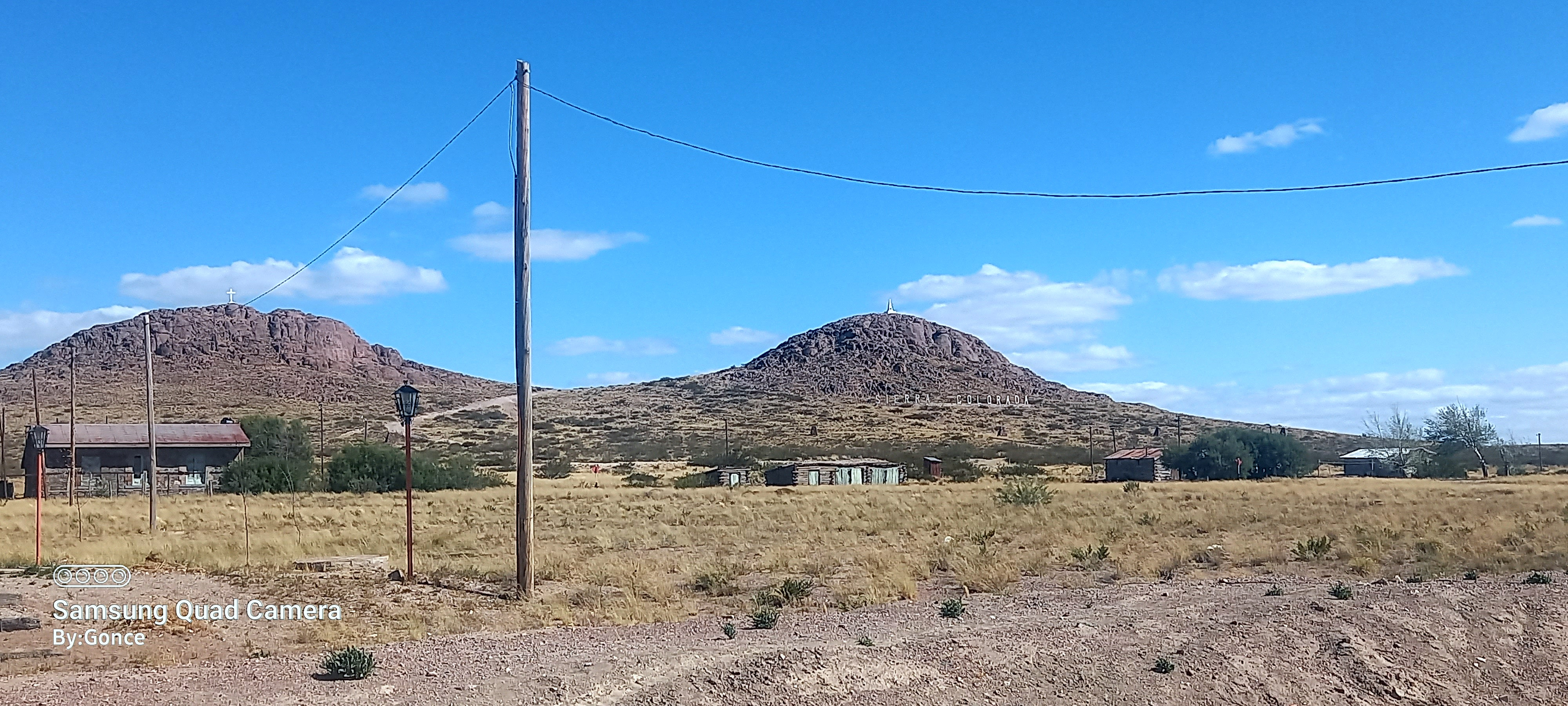
Instalaciones ferroviarias franqueadas por la intensa sierra Colorada

| Parámetros climáticos promedio de Sierra Colorada - Normales : 1974-1994 - Extremos : 1974-1994        | Parámetros climáticos promedio de Sierra Colorada - Normales : 1974-1994 - Extremos : 1974-1994 | Parámetros climáticos promedio de Sierra Colorada - Normales : 1974-1994 - Extremos : 1974-1994 | Parámetros climáticos promedio de Sierra Colorada - Normales : 1974-1994 - Extremos : 1974-1994 | Parámetros climáticos promedio de Sierra Colorada - Normales : 1974-1994 - Extremos : 1974-1994 | Parámetros climáticos promedio de Sierra Colorada - Normales : 1974-1994 - Extremos : 1974-1994 | Parámetros climáticos promedio de Sierra Colorada - Normales : 1974-1994 - Extremos : 1974-1994 | Parámetros climáticos promedio de Sierra Colorada - Normales : 1974-1994 - Extremos : 1974-1994 | Parámetros climáticos promedio de Sierra Colorada - Normales : 1974-1994 - Extremos : 1974-1994 | Parámetros climáticos promedio de Sierra Colorada - Normales : 1974-1994 - Extremos : 1974-1994 | Parámetros climáticos promedio de Sierra Colorada - Normales : 1974-1994 - Extremos : 1974-1994 | Parámetros climáticos promedio de Sierra Colorada - Normales : 1974-1994 - Extremos : 1974-1994 | Parámetros climáticos promedio de Sierra Colorada - Normales : 1974-1994 - Extremos : 1974-1994 | Parámetros climáticos promedio de Sierra Colorada - Normales : 1974-1994 - Extremos : 1974-1994 |
| Mes | Ene.                                                                                            | Feb.                                                                                            | Mar.                                                                                            | Abr.                                                                                            | May.                                                                                            | Jun.                                                                                            | Jul.                                                                                            | Ago.                                                                                            | Sep.                                                                                            | Oct.                                                                                            | Nov.                                                                                            | Dic.                                                                                            | Anual                                                                                           |
| --- | ----------------------------------------------------------------------------------------------- | ----------------------------------------------------------------------------------------------- | ----------------------------------------------------------------------------------------------- | ----------------------------------------------------------------------------------------------- | ----------------------------------------------------------------------------------------------- | ----------------------------------------------------------------------------------------------- | ----------------------------------------------------------------------------------------------- | ----------------------------------------------------------------------------------------------- | ----------------------------------------------------------------------------------------------- | ----------------------------------------------------------------------------------------------- | ----------------------------------------------------------------------------------------------- | ----------------------------------------------------------------------------------------------- | ----------------------------------------------------------------------------------------------- |
| Temp. máx. abs. (°C)                                                                                   | 40.0                                                                                            | 40.0                                                                                            | 35.0                                                                                            | 31.0                                                                                            | 29.0                                                                                            | 22.0                                                                                            | 27.0                                                                                            | 29.0                                                                                            | 29.0                                                                                            | 31.5                                                                                            | 36.0                                                                                            | 38.0                                                                                            | 40.0                                                                                            |
| Temp. máx. media (°C)                                                                                  | 28.9                                                                                            | 28.3                                                                                            | 23.1                                                                                            | 19.1                                                                                            | 14.9                                                                                            | 10.3                                                                                            | 9.5                                                                                             | 12.7                                                                                            | 16.1                                                                                            | 19.3                                                                                            | 22.3                                                                                            | 26.2                                                                                            | 19.2                                                                                            |
| Temp. media (°C)                                                                                       | 20.5                                                                                            | 17.6                                                                                            | 14.8                                                                                            | 11.4                                                                                            | 8.5                                                                                             | 5.1                                                                                             | 4.7                                                                                             | 8.2                                                                                             | 9.8                                                                                             | 13.3                                                                                            | 17.1                                                                                            | 19.3                                                                                            | 12.5                                                                                            |
| Temp. mín. media (°C)                                                                                  | 11.4                                                                                            | 10.2                                                                                            | 7.6                                                                                             | 5.0                                                                                             | 2.6                                                                                             | -0.9                                                                                            | -1.0                                                                                            | -0.6                                                                                            | 1.6                                                                                             | 4.5                                                                                             | 7.7                                                                                             | 9.6                                                                                             | 4.8                                                                                             |
| Temp. mín. abs. (°C)                                                                                   | 0.0                                                                                             | 0.0                                                                                             | -2.0                                                                                            | -4.0                                                                                            | -17.0                                                                                           | -20.0                                                                                           | -20.0                                                                                           | -12.0                                                                                           | -10.0                                                                                           | -5.5                                                                                            | -4.0                                                                                            | 0.0                                                                                             | -20.0                                                                                           |
| Fuente: *DPA: estación meteorológica de Sierra Colorada - Datos Período 1974-1994</ promedio 1974-1994 |                                                                                                 |                                                                                                 |                                                                                                 |                                                                                                 |                                                                                                 |                                                                                                 |                                                                                                 |                                                                                                 |                                                                                                 |                                                                                                 |                                                                                                 |                                                                                                 |                                                                                                 |

## Población
El censo 2022 arrojó 1.029 viviendas con una población estable de 1.686 habitantes en el municipio.

Los resultados definitivos del censo 2010 arrojaron que el municipio posee 1542 habitantes. La tasa de crecimiento demográfico con respecto al censo 2001 es 1,28%. Esto representó un incremento del 12,3% frente a los 1,373 habitantes (Indec, 2001) del censo anterior.
| Gráfica de evolución demográfica de Sierra Colorada entre 1991 y 2022 |
|                                                                       |
| Fuente: Censos nacionales del INDEC                                   |

## Santa Patrona
- Santa Teresita, festividad: 1 de octubre

## Instituciones educativas
En la actualidad cuenta con cinco instituciones educativas: el jardín independiente N.º 82, el jardín maternal N.º 22 Rayito de Luz, la escuela primaria Juan José de Arenales N.º 26, el ESRN N.º 82 ANEXO Cens y Residencia Mixta de Nivel Medio todas obras realizadas por el Gobierno municipal en conjunto con el Gobierno provincial.

## Reseña
Sierra Colorada en 2008 se Declara por la Legislatura de Río Negro como Centro Energizante.